# Liste autonomer Regionen
Dies ist eine Liste autonomer Regionen:

## Afrika
- Sansibar
- Somaliland
- Puntland
- Westsahara

## Amerika
- Región Autónoma de la Costa Caribe Norte (Nicaragua)
- Región Autónoma de la Costa Caribe Sur (Nicaragua)
- Puerto Rico
- Aruba
- Curaçao
- Sint Maarten
- Bermuda
- Cayman Islands

## Asien
- verschiedene Föderationssubjekte Russlands, darunter 22 Republiken
- Autonome Region Kurdistan
- Autonome Verwaltungseinheiten Chinas und Autonomes Gebiet (China)
  - Guangxi
  - Innere Mongolei
  - Ningxia
  - Tibet
  - Xinjiang (Ost-Turkestan)
- Autonome Republik Nachitschewan
- Republik Karakalpakistan
- Autonome Region Bangsamoro im muslimischen Mindanao
- Berg-Badachschan
- Asad Jammu und Kaschmir
- Jeju-do
- Palästinensische Autonomiegebiete
- Abchasien
- Adscharien
- Südossetien
- Republik Arzach
- Rojava

Siehe auch die Sonderverwaltungszonen Chinas: Hongkong und Macau.

## Europa
- Autonome Gemeinschaften Spaniens
- Autonome Regionen Italiens
  - Trentino-Südtirol
  - Aostatal
  - Sizilien
  - Sardinien
  - Friaul-Julisch Venetien
- Autonome Provinz Åland (Finnland)
- Mönchsrepublik Athos (Griechenland)
- Korsika (Frankreich)
- Autonome Region Azoren (Portugal)
- Autonome Region Madeira (Portugal)
- Färöer (Dänemark)
- Gagausien (Republik Moldau)
- Transnistrien (Republik Moldau)
- Grönland (Dänemark)
- Autonome Republik Krim
- Vojvodina (Serbien)
- Republika Srpska (Bosnien-Herzegowina)
- Kronbesitzungen der britischen Krone
  - Guernsey
  - Jersey
  - Isle of Man
- Schottland
- Wales
- Nordirland
- Gibraltar

## Ozeanien
- Autonome Region Bougainville
- Nördliche Marianen
- Cook-Inseln
- Niue
- Neukaledonien